# حروب تشينغ-زونغار
حروب تشينغ-زونغار كانت سلسلة من النزاعات التي استمرت لعقود وحرضت خانات زونغار ضد سلالة تشينغ الصينية وأتباعهم المغول. وقع القتال في منطقة واسعة من آسيا الداخلية، وامتد من منغوليا الوسطى والشرقية حاليًا إلى مناطق التبت، وشينغهاي وشينغ يانغ في الصين الحالية. أدت انتصارات سلالة تشينغ في نهاية المطاف إلى دمج منغوليا الخارجية والتبت وشينغيانغ ضمن إمبراطورية تشينغ التي استمرت حتى سقوط السلالة في الفترة بين عامي 1911-1912، وبعد الإبادة الجماعية لكثير من سكان زونغار في المناطق المحتلة.

## الخلفية
بعد انهيار سلالة يوان الحاكمة في عام 1368، انسحب حكام الصين المغول إلى منغوليا وأصبحوا معروفين باسم سلالة يوان الشمالية. مع مرور الوقت، تفككت الدولة المغولية إلى سلسلة من الخانات، حكمها العديد من أحفاد جنكيز خان. هزمت سلالة تشينغ الزعيم المغولي لمجموعة شهار الدخلية ليغدان خان وضمت إليها منغوليا الداخلية. في حين حكم الجنكيزيون المغول الشرقيين (المغول الداخليين والخارجيين)، كانت عشيرة كوروس تحكم الأويرات. يُشار إلى أن عشيرة الأويرات الزونغاريون عقدت مؤتمرًا لعموم الأويرات والمغول في عام 1640 تحت قيادة إيرديني باتور وزايا بانديتا مع جميع عشائر المغول والأويرات المشاركة باستثناء المغول الداخليون تحت حكم سلالة تشينغ، ولكن فشل المؤتمر. بحلول خمسينيات القرن السابع عشر، صعدت خانات زونغار، وهي دولة أويراتية متمركزة في زونغاريا وغرب منغوليا، لتصبح الخانات البارزة في المنطقة وكانت غالبًا في صراع مع مغول خالخا، بقايا سلالة يوان الشمالية، في منغوليا الشرقية. أطلق غلادان بوغوشتو خان، عند توليه العرش بعد وفاة أخيه سينغ في عام 1670، سلسلة من الحملات الناجحة لتوسيع أراضيه حتى كازاخستان الحالية، ومن شمالي كازاخستان الحالية إلى جنوبي سيبيريا. حافظ غالدان على علاقات سلام مع سلالة تشينغ من خلال الدبلوماسية المتقنة إلى جانب إقامة علاقات مع روسيا. من ناحية ثانية، عندما قُتل دورجيجاب أخ غالدان في اصطدام مع القوات الموالية لخلخة خان في عام 1687، اتخذ غالدان من ذلك ذريعةً لبدء غزو كامل على منغوليا الشرقية. دمر العديد من قبائل خلخة في معركة أولغو نور (بحيرة أولغو) في عام 1688، مُرسلًا عشرين ألف لاجئٍ فروا جنوبًا إلى إقليم تشينغ.
هُزم حُكام الخلخة وفروا إلى هوهوت وطلبوا المساعدة من سلالة تشينغ. خلال ذلك الوقت، أبرمت سلالة تشينغ معاهدة سلام مع القوزاق على حدودهم الجنوبية، والذين كانوا يميلون مسبقًا إلى دعم غالدان. منعت معاهدة نيرشينكس تحالفًا بين غالدان والروس، لتترك أسرة تشينغ حرة في مهاجمة خصومهم المغول. وجهت أسرة تشينغ عجلة حربها القوية على الأويرات، خوفًا من دولة مغولية موحدة يحكمها الزونغاريون العدائيون.
غزا الزونغاريون الأويغوريين وأخضعوهم خلال غزو زونغار لألتيشاهر بعد دعوتهم من أفاكي خوجا لغزو شاغاتي الجنكيزية الذي يحكم خانات يرقند. فرض الزونغاريون ضرائب كبيرة على الأويغور، مُثيرين بذلك استياءهم. أدى ذلك إلى انتفاضة وتمرد الأويغور من تورفان وكومول، والذين كانوا يتمردون ضد حكم زونغار وانضموا إلى سلالة تشينغ في حربها ضد الزونغاريين. قدمت خانات يرقند تحت حكم محمد أمين خان طلبًا إلى سلالة تشينغ مرتين سائلةً منها المساعدة ضد هجوم زونغار.
استخدم الزونغاريون الزامبوراك، ومدافع مصغرة محمولة على الجمال في المعركة، لاسيما في أولان بوتونغ. نشرت سلالة تشينغ والزونغار أسلحة البارود كالمسدسات والمدافع ضد بعضهما البعض في نفس الوقت.